# Dicranomyia (Dicranomyia) umbonis
Dicranomyia (Dicranomyia) umbonis is een tweevleugelige uit de familie steltmuggen (Limoniidae). De soort komt voor in het Oriëntaals gebied.